# Knut Jungbohn Clement
Knut Jungbohn Clement (4. december 1803 i Nordtorp på Amrum – 7. oktober 1873 i Bergen (New Jersey) ) var en nordfrisisk forfatter og lingvist. 
Clement læste i Kiel og Heidelberg filosofi, historie og lingvistik. I april 1843 giftede han sig med Christian Adam Fries, som skænkede ham fem sønner og to døtre. Efter endte studier berejste han med økonomisk støtte i form af et kongelig rejsestipendium flere vesteuropæiske lande. I årene 1841 til 1848 virkede han som privatdocent på universitetet i Kiel, hvor han holdt forelæsninger, som var populære blandt studerende. Efter 1848 virkede han i Hamborg. I 1871 udvandrede han til Nordamerika, hvor han døde i 1873.
Politisk gik han ind for en selvstændig nordfrisisk nationalbevidsthed. Senere anbefalede han et samarbejde med den tysk-orienterede slesvig-holstenske bevægelse. Han talte også på det nordfrisiske folkemøde i Bredsted i 1844 og publicerede en række nordfrisiske folkesagn på tysk. I sine skrifter viste han sig med sin ide om racerenhed som fortaler for racistiske tanker. 
Han gik også ind for opførelsen af fyrtårne. Oprettelsen af Amrum Fyr tilskreves blandt andet hans engagement.